# 요아스 (유다 왕국)
요아스(히브리어: יואש그리스어: Ιωάς 기원전 835년경 - 기원전 796년경 재위)는 유다 왕국의 8대 왕으로, 처음에는 하나님의 뜻에 맞는 일을 했으나 후에는 변절하여 악한 일을 저지르다가 죽었다.
브엘세바 출신의 어머니 지비야의 아들로 태어나 7살에 왕이 되었다. 처음에 요아스는 여호야다 사제가 살아있는 동안 내내 옳은 일을 했다. 한때는 요아스와 여호야다가 성금으로 돈을 모아 성전 보수를 맡은 이들에게 주고 석수들과 목수들을 고용해 성전을 고치게 했다.
성전 복구가 끝난 뒤 남은 돈은 그것으로 집을 위한 기물들을 만들었다. 그리고 여호야다가 살아있는 동안 내내 하나님께 번제물을 바쳤다.
그러나 여호야다 사제가 130살로 죽자 유다의 대신들의 말을 듣게 되었고 하나님을 저버리고 아세라 목상과 다른 우상들을 섬겼다. 수많은 예언자들이 그에게 경고를 하였으나 말을 듣지 않았고 하나님의 영에 사로잡혀 경고하던 여호야다의 아들 선지자 스갸라를 살해했다.
이 해가 끝날 무렵 아람 군대가 요아스를 치러 올라와 유다와 예루살렘에 들어와 백성들 가운데 관리들을 모두 죽이고 전리품들을 가져갔으며, 요아스는 큰 부상을 입었다. 결국에는 암몬 출신 여자 시므앗의 아들 자밧과 모압 여자 시므릿의 아들 여호자밧이 일으킨 모반으로 밀로 궁의 침상에서 살해당했다.